# Вернер, Константин Антонович
Константи́н Анто́нович Ве́рнер (9 [21] февраля 1850, Немирово, Подольская губерния — 31 июля [13 августа] 1902, Москва) — русский статистик-агроном

. 
Его брат Ипполит Антонович — земский статистик.

## Биография
Родился 9 (21) февраля 1850 года в местечке Немирово, Брацлавского уезда Подольская губерния.
Окончил курс Николаевского инженерного училища и, состоя на военной службе, был вольнослушателем Киевского университета по математическому факультету. В 1875 году поступил в Петровскую земледельческую академию, но в следующем году за подачу коллективного студенческого протеста, был вместе с В. Н. Григорьевым и В. Г. Короленко выслан в Вятскую губернию — в Глазов, где заведовал небольшой библиотекой. В 1877 году по его просьбе был зачислен ротным командиром в Елисаветпольский полк; служил на Кавказе, где был контужен.
В 1879 году экстерном окончил Петровскую академию, получив звание кандидата сельского хозяйства.
С 1880 по 1884 год служил помощником В. И. Орлова в статистическом отделении московского губернского земства.
С 1884 по 1889 год заведовал статистическим отделением таврического губернского земства.
С 1890 по 1893 год состоял агрономом Степного генерал-губернаторства, затем, с 1893 по 1895 г. служил по удельному ведомству и в отделе сельской экономии и сельскохозяйственной статистики министерства земледелия, был руководителем сельскохозяйственной статистики.
С 1895 год по 1901 год — заведовал кафедрой сельскохозяйственной экономии в Московском сельскохозяйственном институте, в 1884—1901 гг. вёл также курс сельско-хозяйственной статистики.
Умер в Москве 31 июля (13 августа) 1902 года. Похоронен на Ваганьковском кладбище.

### Научная деятельность
Первая печатная статистическая работа Вернера: «Очерк хозяйства частных землевладельцев в Борисоглебском уезде» — результат поездки в 1880 году, совместно с В. И. Орловым, в Тамбовскую губернию («Сборник статистических сведений по Тамбовской губернии», т. I).
Для Московского земства Вернер составил в 1882 году интересный очерк подгородного крестьянского хозяйства, описал крахмально-паточный промысел Московской губернии, мясной и хлебный рынок в Москве, а в 1883 году напечатал крупную работу о частновладельческом хозяйстве в 6 уездах Московской губернии («Сборник статистических сведений по Московской губернии». Т. V, вып. 2), долго служившую образцом в области земской статистики частного хозяйства.
В 1890 году обработал сведения о кустарных промыслах Богородского уезда («Земский Ежегодник»).
В Таврической губернии Вернер исполнил исследование крестьянского хозяйства по всей губернии. В сотрудничестве с С. А. Харизоменовым Вернер написал текст по Мелитопольскому уезду (1887), затем редактировал сводную «Памятную Книжку» (1889). При обработке данных по Таврической губернии вместе с известным статистиком С. А. Харизоменовым впервые применил приём группировки крестьянских хозяйств по величине посева.
В 1888 году выпустил сборник по текущей статистике, с применением экспедиционного метода.
В бытность профессором Вернер дважды напечатал курс своих лекций («Сельскохозяйственная экономия», 1901).
С 1900 году внимание Вернера обратилось к вопросам истории сельского хозяйства. Ряд его статей по этому предмету напечатан в «Хозяине», «Вестнике сельского хозяйства», «Трудах 1-го съезда местных агрономов» (1901) и, отчасти после кончины автора (при участии вдовы Вернера в переработке материалов), в «Сельском Хозяйстве и Лесоводстве» (статьи о Древнем Риме, 1903 и об Артуре Юнге, 1904) и в «Известиях Московского сельскохозяйственного института». В «Вестнике Европы» В. напечатал статью: «Неурожаи и наше сельское хозяйство» (1893), в которой было указано, что Россия вывозит за границу не избыток своего хлеба, а часть собственного потребления.
Вернер был одним из авторов в следующих энциклопедиях:
- «Энциклопедический словарь Брокгауза и Ефрона» — по отделу географии;
- «Полная энциклопедия русского сельского хозяйства» (издание Девриена).

## Основные работы
- Вернер К. А. Очерк хозяйства частных землевладельцев в Борисоглебском уезде // Сборник статистических сведений по Тамбовской губернии. Т. I.
- Вернер К. А. ??? // Сборник статистических сведений по Московской губернии. — Т. V, вып. 2.
- Вернер К. А. ??? // Земский Ежегодник. — 1890.
- Вернер К. А., Харизоменов С. А. Сборник статистических сведений по Таврической губернии Мелитопольского уезда. X. II. 1884.
- Памятная Книжка / Под ред. К. А. Вернера. — 1889.
- Вернер К. А. Сельскохозяйственная Экономия. Курс, читанный в Московском Сельскохозяйственном институте. — 2-е изд. — М.: изд. Д. П. Мазуренко, 1901.
- Вернер К. А. Неурожаи и наше сельское хозяйство // Вестник Европы. — 1893.